# Anna Lee Tingle Fisher
Anna Lee Tingle Fisher dr. (New York, 1949. augusztus 24. –) amerikai űrhajósnő. Ő volt az első űrhajós, aki már anya volt, amikor szolgálatot teljesített a világűrben.

## Életpálya
1971-ben az University of California (Los Angeles) keretében kémiából vizsgázott. Ugyanitt, az UCLA keretében folytatta doktori vizsgájának felkészülését, amit 1976-ban megvédett. 1987-ben megvédte doktori címét.
1978. január 16-tól a Lyndon B. Johnson Űrközpontban részesült űrhajóskiképzésben. Speciális szakemberként (Canadarm) folyamatosan segítette az STS–1-től az STS–4-ig a küldetések szakmai munkáját (fejlesztés, tesztelés, ellenőrzés). Az  STS–5, STS–6, STS–7 valamint az STS–9 támogató (tanácsadó, problémamegoldó) csapatának tagja. A NASA Űrhajózási Hivatal speciális szakembere. 1987-től az űrhajós felvételi bizottság tagja. Egy űrszolgálata alatt összesen 7 napot, 23 órát és 44 percet (198 óra) töltött a világűrben. Űrhajós pályafutását 2006 júniusában fejezte be. 1998-tól a Nemzetközi Űrállomáson (ISS) zajló munkálatok támogató specialistája.

## Űrrepülések
STS–51–A, a Discovery űrrepülőgép 2. repülésének küldetésfelelőse. Pályairányba állítottak kettő műholdat, visszanyertek kettő műholdat. Egy űrszolgálata alatt összesen 7 napot, 23 órát, 44 percet és 56 másodpercet (192 óra) töltött a világűrben. 5 293 786 kilométert (3 289 406 mérföldet) repült, 127-szer kerülte meg a Földet.

### Tervezett űrrepülések
STS–61–H űrrepülés kijelölt küldetés specialistája, de a Challenger-katasztrófa miatt törölték a programot.